# Parectecephala sanguinolenta
Parectecephala sanguinolenta är en tvåvingeart som först beskrevs av Friedrich Hermann Loew 1863.  Parectecephala sanguinolenta ingår i släktet Parectecephala och familjen fritflugor. Inga underarter finns listade i Catalogue of Life.